# Hathin
Hathin é uma cidade  do distrito de Faridabad, no estado indiano de Haryana.

## Demografia
Segundo o censo de 2001, Hathin tinha uma população de 10 913 habitantes. Os indivíduos do sexo masculino constituem 54% da população e os do sexo feminino 46%. Hathin tem uma taxa de literacia de 59%, inferior à média nacional de 59,5%: a literacia no sexo masculino é de 69% e no sexo feminino é de 47%. Em Hathin, 19% da população está abaixo dos 6 anos de idade.